# Coenipeta catoxantha
Coenipeta catoxantha là một loài bướm đêm trong họ Erebidae.